# Bois-Bernard
Bois-Bernard è un comune francese di 820 abitanti situato nel dipartimento del Passo di Calais nella regione dell'Alta Francia.

## Società

### Evoluzione demografica
Abitanti censiti